# ウラジーミル・ガブロフ
ウラジーミル・ガブロフ（Vladimir GABULOV, ロシア語: Владимир Борисович Габулов, オセット語: Гæбулты Борисы фырт Владимир,1983年10月19日 - ）は、ロシア・モズドク出身の元サッカー選手。元ロシア代表。ポジションはゴールキーパー。オセット人である。

## 経歴

### クラブ
2004年から2006年まで在籍したPFC CSKAモスクワでは正ゴールキーパーだったイゴール・アキンフェエフの控えに甘んじ、リーグ戦は3年間でわずか3試合出場に終わる。
2007年、プレミアに昇格したばかりのFCクバン・クラスノダールに加入。すぐさまレギュラーを確保し、リーグ戦では降格圏に沈んでいたチームの所属にもかかわらず、キャッチングセンスと状況判断に優れたところを当時のロシア代表のフース・ヒディンク監督に買われ、代表に招集されるようになる。最終的にはチームを残留に導くことはできなかったが、ガブロフは孤軍奮闘の活躍を見せ、国内の強豪チームから獲得オファーが殺到した。
FCアムカル・ペルミでのレンタル移籍を経て、2008年5月、7年ぶりにFCディナモ・モスクワに復帰することになった。ディナモでは生え抜きのアントン・シュニンからポジションを奪い、3シーズン正守護神として活躍した。
しかし2011-12シーズンは、シュニンにポジションを奪われ、ベンチを温める機会が増えた。2011年8月30日、大型補強を続けるFCアンジ・マハチカラに5年契約で移籍をしたものの、ガブロフがかつて所属していたCSKAモスクワがアキンフェエフの長期負傷離脱を受け、実績のあるキーパーを探していたため、急遽CSKAモスクワにシーズン終了までのレンタル移籍が決まった。CSKAモスクワではリーグ戦7試合に出場した。2011年12月7日、UEFAチャンピオンズリーグ 2011-12 グループリーグのインテル戦 (2-1) では、後半41分にコーナーキックからのセンタリングをヴァシリ・ベレズツキーが頭で合わせて逆転ゴールを決めた。同時刻に行われていた、リール対トラブゾンスポルの試合は引き分けに終わった。一方のガブロフは2-1のリードを守りきり試合は終了。その直後に、決勝トーナメント進出の報せを聞き仲間やコーチ達と抱き合った。
試合後にCSKA公式サイトで行われたユーザー投票では逆転ゴールを決めたヴァシリを差し置いて1位に選ばれた。
2012年1月にレンタル元のアンジに復帰した。
2013年8月29日、アンジの財政縮小の影響を受け、チームメイトのクリストファー・サンバとアレクセイ・イオノフと共にFCディナモ・モスクワに移籍し、2年ぶりに古巣に復帰した。
2018年1月2日、ジュピラー・プロ・リーグ・クラブ・ブルッヘへ1年半契約で移籍。このシーズンは9試合に出場し、リーグ制覇に貢献したが、2018-19シーズンは構想から外れ、同年11月12日に現役引退を表明した。

### 代表
2007年8月22日のポーランド戦 (2-2) でデビュー。EURO2008予選では4試合に出場し、特に、同年10月17日のイングランド戦 (2-1) ではハイパフォーマンスを披露し、勝利に貢献した。予選突破を決めた同年11月21日のアンドラ戦 (1-0) を最後に、代表での出場機会がなかったが、2010年3月3日のハンガリー戦 (1-1) の後半から出場し、2年3か月ぶりの出場を果たした。2012年2月29日、アキンフェエフ、マラフェエフらが故障中であったために親善試合のデンマーク戦に招集され2年ぶり出場し無得点に抑えた。
レオニード・スルツキー体制での招集はなかったが、スタニスラフ・チェルチェソフ体制に代わってからは再び招集され、第3GKとして自国開催のFIFAコンフェデレーションズカップ2017、2018 FIFAワールドカップのエントリーメンバーに選ばれた。
なお代表での最後の出場は、2013年3月25日にスタンフォード・ブリッジで行われたブラジルとの親善試合であった。

## 人物
- FCロコモティフ・モスクワやFCアラニア・ウラジカフカスに所属していたMFゲオルギ・ガブロフ（英語版）（Georgi GABLOV、1988年9月4日 - ）は実弟。

## 代表歴

### 出場大会
- ロシア代表
  - 2018 FIFAワールドカップ

### 試合数
- 国際Aマッチ 10試合 0得点（2007年-2013年）[5]

| ロシア代表 | 国際Aマッチ | 国際Aマッチ |
| 年         | 出場        | 得点        |
| ---------- | ----------- | ----------- |
| 2007       | 5           | 0           |
| 2008       | 0           | 0           |
| 2009       | 0           | 0           |
| 2010       | 1           | 0           |
| 2011       | 0           | 0           |
| 2012       | 2           | 0           |
| 2013       | 2           | 0           |
| 通算       | 10          | 0           |

## 獲得タイトル
- PFC CSKAモスクワ
  - ロシア・スーパーカップ：2回 (2004, 2006)
  - ロシアサッカー・プレミアリーグ: 2回 (2005, 2006)
  - ロシア・カップ：1回 (2005, 2006)
  - UEFAカップ：1回 (2005)
- クラブ・ブルッヘ
  - ジュピラー・プロ・リーグ：1回 (2017-18)